# Tim Pawlenty
Timothy James (Tim) Pawlenty (Saint Paul (Minnesota), 27 november 1960) is een Amerikaans politicus. Hij was van 2003 tot 2011 de 39e gouverneur van de Amerikaanse staat Minnesota. Hij behoort tot de Republikeinse Partij.

## Levensloop
Pawlenty is sinds 1987 getrouwd met Mary Anderson. Zij werkte als rechter. Samen hebben zij twee dochters. Pawlenty is Rooms-katholiek opgevoed, maar ging mede door toedoen van zijn vrouw over tot het evangelicalisme.
Pawlenty behaalde in 1983 een Bachelor of Arts in de politieke wetenschappen aan de Universiteit van Minnesota. Drie jaar later behaalde hij zijn Juris Doctor aan dezelfde universiteit. Hij werkte aanvankelijk bij Rider Benett, een advocatenpraktijk en later werd hij vicepresident bij een softwarebedrijf genaamd Wizmo Inc.
Zijn politieke carrière begon op zijn 28e toen hij gekozen werd in de gemeenteraad van de stad Eagan. Vier jaar later, in 1992, werd Pawlenty gekozen in het Huis van Afgevaardigden van de staat Minnesota. Hij werd vijf maal herkozen en bracht het tot voorzitter toen de Republikeinse Partij in 1998 een meerderheid verkreeg.

### Gouverneurschap
Pawlenty stelde zich in 2002 verkiesbaar voor het gouverneurschap van Minnesota. Eerder had hij zich verkiesbaar willen stellen voor de Senaat, maar hij veranderde van mening toen vicepresident Dick Cheney hem vroeg om Norm Coleman, de voormalige burgemeester van St. Paul, de ruimte te geven. Pawlenty stelde zich dus verkiesbaar voor het gouverneurschap en versloeg in de Republikeinse voorverkiezingen nipt de zakenman Brian Sullivan. Bij de algemene verkiezingen versloeg hij de Democraat Roger Moe en de onafhankelijke kandidaat en voormalig afgevaardigde Tim Penny.
De gouverneur werd gekozen met de belofte dat de inkomstenbelasting niet zou worden verhoogd. In zijn eerste termijn bezuinigde hij inderdaad niet, maar hij moest wel fors bezuinigen op sociale voorzieningen, welzijnswerk en transport. Het was voor burgers van Minnesota mogelijk om een bedrag tot vijftig euro per persoon per jaar terug te krijgen als zij dat gaven als bijdrage aan een politieke campagne. Pawlenty schafte die regeling af. Ook gingen verschillende tarieven omhoog, zoals van de accijnzen, de omzetbelasting en het collegegeld voor staatsuniversiteiten. Pawlenty kreeg daarom veel kritiek te verduren, onder andere dat het toch ging om belastingverhogingen, maar dan in een andere vorm. Desondanks werd hij in 2006 wel herkozen voor een tweede ambtstermijn.
Pawlenty sprak in 2010 zijn veto uit over wetgeving waardoor de belasting zou worden verhoogd. De wetgevende vergadering verwierp het veto echter en daardoor werden de belastingverhogingen alsnog doorgevoerd.
Bij de gouverneursverkiezingen van 2010 stelde Pawlenty zich niet herkiesbaar voor een derde termijn. Hij werd in januari 2011 opgevolgd door Mark Dayton van de Democratic-Farmer-Labor Party.

### Presidentsverkiezingen 2012
Op 21 maart 2011 kondigde Pawlenty via Facebook aan dat hij zich verkiesbaar stelde voor het presidentschap bij de presidentsverkiezingen van 2012. Hij liet weten dat er moest worden gesneden in het sociale voorzieningenstelsel van de federale overheid en in Medicaid. Pawlenty omschreef zichzelf als "sociaal conservatief", gekant tegen abortus en tegen het besluit van het Hooggerechtshof inzake Roe v. Wade. Na een tegenvallend pre-verkiezingsdebat en een teleurstellend resultaat in de straw poll van Iowa in augustus 2011, liet hij op 14 augustus 2011 weten niet langer mee te dingen naar het presidentschap, nog voor de eigenlijke kandidaatsverkiezingen waren begonnen. Hij sloot zich vervolgens aan bij zijn partijgenoot Mitt Romney en werd ondervoorzitter van diens campagne. Pawlenty werd genoemd als een kandidaat voor het vicepresidentschap, maar Romney gaf hierin de voorkeur aan Paul Ryan als zijn running mate. Vier jaar eerder, in aanloop naar de Republikeinse Conventie in 2008, was Pawlenty ook al met enige regelmaat genoemd als kandidaat voor het vicepresidentschap. John McCain, de toenmalige Republikeinse kandidaat, koos uiteindelijk echter voor Sarah Palin.
In 2018 stelde Pawlenty zich bij de gouverneursverkiezingen opnieuw verkiesbaar voor het gouverneurschap van Minnesota. Een terugkeer naar zijn vroegere ambt zat er echter niet in: hij verloor de Republikeinse voorverkiezingen van Jeff Johnson, die op zijn beurt verslagen werd door de Democraat Tim Walz.
- Gemeinsame Normdatei: 1177270757
- International Standard Name Identifier: 0000 0001 0763 5381
- Library of Congress Control Number: n2010076275
- SNAC: w6k948zk
- Système universitaire de documentation: 157114341
- Virtual International Authority File: 160316458
- WorldCat: E39PBJw4HjFPkvFdCmk4fT46rq